# Ě
Ě ě ist ein Buchstabe des tschechischen, des niedersorbischen und des obersorbischen Alphabets, der sich aus dem Grundbuchstaben E und einem Hatschek zusammensetzt. Phonetisch bezeichnet er in den beiden sorbischen Sprachen die Lautfolge /ʲɪ/ und im Tschechischen die Lautfolge /jɛ/. Steht er im Tschechischen nach einem D, einem N oder einem T, bewirkt er die Lautfolge /ɟɛ/, /ɲɛ/ beziehungsweise /cɛ/. In den ebenfalls westslawischen Sprachen Polnisch und Slowakisch wird die Lautfolge /ʲɛ/ durch die Graphemfolge ie ausgedrückt, in den ostslawischen Sprachen Russisch und Belarussisch durch den kyrillischen Buchstaben е, im Ukrainischen durch є. Weiterhin stellt das ě im Pinyin den Buchstaben e im dritten Ton (fallend-steigend) dar.
In HTML kann man das Ě mit &Ecaron; bzw. das ě mit &ecaron; bilden.